# MOG
MOG (англ. Myelin oligodendrocyte glycoprotein) – білок, який кодується однойменним геном, розташованим у людей на короткому плечі 6-ї хромосоми. Довжина поліпептидного ланцюга білка становить 247 амінокислот, а молекулярна маса — 28 193.
| 10         |  | 20         |  | 30         |  | 40         |  | 50         |
| ---------- |  | ---------- |  | ---------- |  | ---------- |  | ---------- |
| MASLSRPSLP |  | SCLCSFLLLL |  | LLQVSSSYAG |  | QFRVIGPRHP |  | IRALVGDEVE |
| LPCRISPGKN |  | ATGMEVGWYR |  | PPFSRVVHLY |  | RNGKDQDGDQ |  | APEYRGRTEL |
| LKDAIGEGKV |  | TLRIRNVRFS |  | DEGGFTCFFR |  | DHSYQEEAAM |  | ELKVEDPFYW |
| VSPGVLVLLA |  | VLPVLLLQIT |  | VGLIFLCLQY |  | RLRGKLRAEI |  | ENLHRTFDPH |
| FLRVPCWKIT |  | LFVIVPVLGP |  | LVALIICYNW |  | LHRRLAGQFL |  | EELRNPF    |

A: Аланін

C: Цистеїн

D: Аспарагінова кислота

E: Глутамінова кислота

F: Фенілаланін

G: Гліцин

H: Гістидин

I: Ізолейцин

K: Лізин

L: Лейцин

M: Метіонін

N: Аспарагін

P: Пролін

Q: Глутамін

R: Аргінін

S: Серин

T: Треонін

V: Валін

W: Триптофан

Кодований геном білок за функціями належить до рецепторів клітини-хазяїна для входу вірусу, рецепторів. 
Задіяний у таких біологічних процесах, як клітинна адгезія, взаємодія хазяїн-вірус, альтернативний сплайсинг. 
Локалізований у клітинній мембрані, мембрані.